# 俄羅斯國家作戰預備部隊
俄罗斯國家作戰預備部隊（俄语：Боевой армейский резерв страны，缩写：БАРС，英语：Country Combat Army Reserve，BARS）是指俄羅斯聯邦國防部動員人力預備役項目，筹划于2015年。相关人员在2022年俄乌战争爆发后被投入战争。

## 历史[1]
俄罗斯总统普丁早在2015年就簽署了建立「動員人力預備役」的第370号法令，但很長一段時間沒有出現明顯的大規模招募預備役人員的活動。直到2021年秋季，情況發生了變化。俄罗斯國防部宣布將增加人员儲備，地區政府開始透過一個特殊網站發送申請來鼓勵俄羅斯人加入。BARS开始出現在公共領域。БАРС俄语缩写和俄文单词豹相同。

### 人员的招募和福利
志願者被承諾與軍隊簽訂合約 - 假設合約簽訂後，預備役人員將繼續過平民生活，但不斷參加軍事訓練：每月去軍事單位上課一次，每年去軍事訓練營一次。在動員的情況下，他們將獨自前往他們的部隊。每月可獲得 2 至 9 千盧布不等，具體取決於其軍階和職位。
因此，數以萬計的人被招募加入準軍事部隊。根據 BBC 統計，這些人大多年齡在 39 至 47 歲之間，居住在烏拉山脈或東西伯利亞地區。死亡中年紀最大的志願者已經71歲。
自2022年3月起，俄羅斯開始從平民中招募人員，以某種方式補償战备部隊的損失。他們招募了經歷過衝突的退伍軍人以及以前從未與軍隊有過聯繫的人。好处是為新兵本人及其家屬提供高於本地區平均薪資5-6倍的薪資、社會安全和福利。
征募人员许诺每月工資為20.5萬盧布，受傷和死亡賠償金為3至500萬盧布。

### 组织结构
俄罗斯目前没有公开BARS的组织结构，但多数人员都被派往羅斯托夫地區第22179 軍事部隊，并由该部队管理相关人员的记录。此单位与俄军第150摩托化步兵師駐紮地相同。

### 法律地位[3]
與BARS的合約是透過軍事登記和徵兵辦公室正式簽署的，但是這樣的戰士並不獲得軍人的身份。此後，俄罗斯总统普丁簽署了幾項法律，應使志工與正規軍事人員享有平等的權利。
俄罗斯动员和征兵律师亚历山大·佩雷德鲁克（Alexander Peredruk）解释到，合约兵是指与国防部签订相应合约而成为合约兵的军事专家，或者是为供兵役的部门服务。而参与特别军事行动的志愿者在俄罗斯没有法律地位，加入这些志愿部队的人在法律地位上不是军事人员。
军事律师马克西姆·格雷本尤克表示，俄罗斯法律上不存在“志愿者”，这个词包含了三个完全不同的概念：第一类包括自愿动员的人。第二类是短期合约志愿者，他们来到合约服务选择点并写下一份声明，表示他们希望在特殊军事行动期间与国防部签订短期合约。 法律上他们是合约兵，同时也是志愿者。第三类是在志工队伍中服务的志工。他们与国防部签订了合同，但这是一份志工服役合约。他们不是军人，也不是合约兵。他们在志工队伍中服役，他们也被称为志愿者。
從正式的角度來看，全職合約兵和志工合約之間的主要區別在於服務期限。志工有權在服役六個月後返回家鄉，但目前根据俄罗斯总统法令那些在軍隊中全職服役的人（包括動員的人員）將無法這樣做，需要服役到特别军事行动結束。
儘管招募入伍的志願者應該享有與軍隊相同的特權，但相关人员的親屬不斷抱怨付款和文件問題、失踪親人、軍事登記和徵兵辦公室的 混亂以及其他官僚問題。这些反映出即使是军队和政府官員也不總是清楚在這些部隊中作戰的俄羅斯人的確切法律地位。
自2023年3月9日起，BARS志願者與動員和合約軍事人員享有同等地位，其部隊被正式定義為「為執行國防領域的個人任務而創建，為執行分配給武裝部隊的任務做出貢獻「俄羅斯聯邦在動員期間、戒嚴期間、戰時、武裝衝突期間、反恐行動期間以及在俄羅斯聯邦境外使用俄羅斯聯邦武裝部隊時的規定」

## 争议[2]
人權組織「公民」的負責人謝爾蓋·克里文科称，BRAS人员签署的文件不是僱傭合約或軍人合約。本質上，這是俄罗斯國防部創建非法武裝團體。BRAS人员为俄羅斯的利益而戰，因此根據「關於僱傭軍」（俄羅斯聯邦刑法第359條）或參與非法武裝團體（俄羅斯聯邦刑法第208條）的規定，他們不承擔刑事責任。然而，這位人權人士者認為，根据俄羅斯聯邦刑法第208條第1款與志願者簽訂合約的國防部官員必須對組建此類部隊承擔責任。

### 相关法律[4]
俄羅斯聯邦刑法第208条第1款 
聯邦法律未規定的武裝編隊（協會、分遣隊、小隊或其他團體）的創建，以及此類组织的領導或其資金籌措應判處十年至二十年監禁，並限制自由一至兩年。
根据一份俄罗斯公开的法院文件，其中提到根据俄罗斯《國防法》第22.1條第3款的規定，軍事法院對俄羅斯國防部派遣的志願兵部隊成員的案件具有管轄權。

## 表彰
2024年5月20日，俄羅斯武裝部隊總參謀部組織和動員局局長亞歷山大·圖利亞加諾夫少將向札波羅熱地區「第聶伯」部隊服役的BARS分隊的110多名志願者頒發了國家獎章。

## 类似团体组织
- 瓦格纳集团
- 风暴Z